# Премия Спинозы
Премия Спинозы (нидерл. Spinozapremie) — высшее нидерландское научное отличие, присуждаемое ежегодно правительственной Нидерландской организацией научных исследований (нидерл. Nederlandse Organisatie voor Wetenschappelijk Onderzoek) (NWO). Вручается с 1995 года. Размер премии 2,5 миллиона евро. Названа в честь Бенедикта Спинозы. Её называют нидерландской Нобелевской премией.

## Лауреаты
- 1995 — Frank Grosveld[англ.], Эдвард Ван ден Хёйвель,  Герард 'т Хоофт, Frits van Oostrom[англ.]
- 1996 — Johan van Benthem[англ.], Питер Ниджкамп, George Sawatzky[англ.]
- 1997 — Фредерик Кортландт, Bob Pinedo[нем.], Rutger van Santen[нем.]
- 1998 — Jan Hoeijmakers[нем.], Хендрик Ленстра, Pieter Muysken[нем.]
- 1999 — Carlo Beenakker[англ.], René de Borst[англ.], Anne Cutler[англ.], Ronald Plasterk[англ.]
- 2000 — Эвина ван Дисхук, Даан Френкель, Dirkje Postma[нем.]
- 2001 — Доррет Боомсма, Ханс Клеверс, Bert Meijer[англ.], Hans Oerlemans[англ.]
- 2002 — Хенк Барендрегт, Els Goulmy[англ.], Ad Lagendijk[англ.], Frits Rosendaal[нем.]
- 2003 — Lans Bovenberg[англ.], Корнелис Деккер, Роберт Дейкграф, Jan Luiten van Zanden[нем.]
- 2004 — Jaap Sinninghe Damsté[нем.],  Бернард Феринга, Marinus van IJzendoorn[англ.], Michiel van der Klis[англ.]
- 2005 — René Bernards[англ.], Peter Hagoort[нем.], Detlef Lohse[англ.], Александр Схрейвер
- 2006 — Jozien Bensing[англ.], Carl Figdor[нем.], Ben Scheres[нем.], Ян Занен
- 2007 — Deirdre Curtin[англ.], Marcel Dicke[нем.], Leo Kouwenhoven[нем.], Wil Roebroeks[англ.]
- 2008 — Marjo van der Knaap[англ.], Joep Leerssen[англ.], Тео Расинг[11], Willem de Vos[англ.]
- 2009 — Albert van den Berg[англ.], Michel Ferrari[англ.], Мартен Схеффер
- 2010 — Naomi Ellemers[англ.], Marijn Franx[англ.], Piet Gros[англ.], Ineke Sluiter[англ.]
- 2011 — Heino Falcke[англ.], Patti Valkenburg[англ.], Эрик Верлинде
- 2012 — Mike Jetten[англ.], Ieke Moerdijk[англ.], Эннмари Мол, Alexander Tielens[англ.]
- 2013 — Михаил Кацнельсон[12], Piek Vossen[англ.], Bert Weckhuysen[англ.]
- 2014 — Dirk Bouwmeester[англ.], Коринн Хофман, Mark van Loosdrecht[англ.], Theunis Piersma[англ.]
- 2015 — René Janssen[англ.], Birgit Meyer[англ.], Aad van der Vaart[англ.], Cisca Wijmenga[англ.]
- 2016 — Wilhelm Huck[нем.], Лоди Наута, Mihai Netea[нем.], Bart van Wees[нем.]
- 2017 — Эвелин Кроне, Albert J.R. Heck[англ.], Мишель Оррит, Alexander van Oudenaarden[англ.]
- 2018 — Анна Ахманова, Carsten de Dreu[англ.], John van der Oost[нем.], Marileen Dogterom[англ.]
- 2019 — Bas van Bavel[англ.], Ronald Hanson[англ.], Amina Helmi[англ.], Yvette van Kooyk[нем.]
- 2020 — Nynke Dekker[нем.],  Jan van Hest[англ.], Pauline Kleingeld[нем.], Sjaak Neefjes[англ.]
- 2021 — José van Dijck[англ.], Marc Koper[нем.], Lieven Vandersypen[нем.], Maria Yazdanbakhsh[нем.]
- 2022 — Thea Hilhorst[нем.], Klaas Landsman[нем.], Corné Pieterse[нем.], Ignas Snellen[нем.]